# ۱۹۰۹

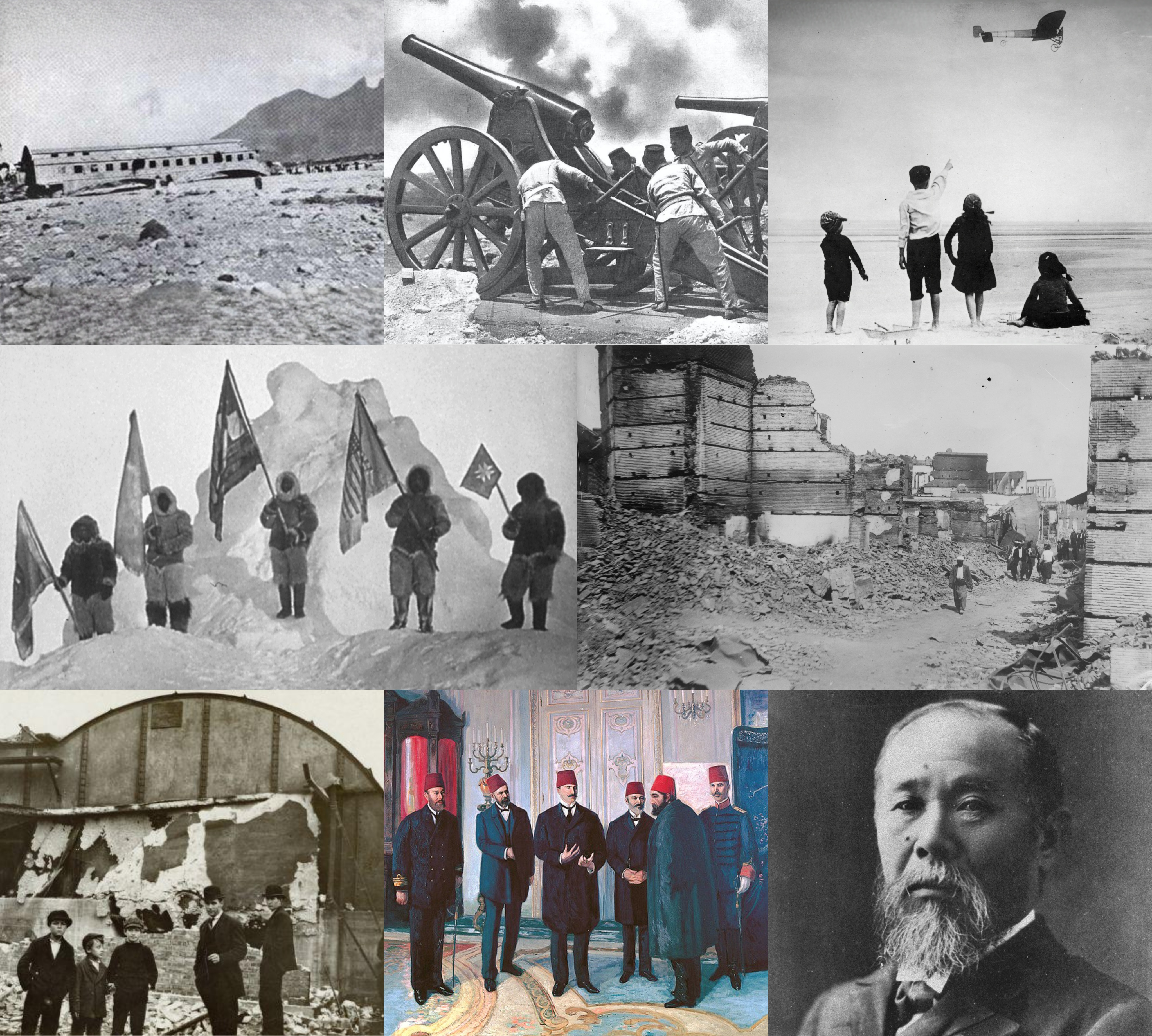

## زادروزها
- ۱۸ ژوئیه - محمد داوودخان، مؤسس دولت جمهوری و اولین رئیس‌جمهور افغانستان از ۱۹۷۳ تا ۱۹۷۸
- ۲ ژانویه – بری گلدواتر، افسر، عکاس، و سیاست‌مدار آمریکایی (د. ۱۹۹۸)
- ۵ ژانویه – استیون کول کلین، ریاضی‌دان و دانشمند علوم کامپیوتر آمریکایی (د. ۱۹۹۴)
- ۲۴ ژانویه – مارتین لینگز، کتابدار بریتانیایی (د. ۲۰۰۵)
- ۱۶ فوریه – هیو بومونت، بازیگر آمریکایی (د. ۱۹۸۲)
- ۱۸ فوریه – والاس استگنر، تاریخ‌نگار و نویسنده آمریکایی (د. ۱۹۹۳)
- ۲۸ مارس – نلسون آلگرن، نویسنده آمریکایی (د. ۱۹۸۱)
- ۲۵ آوریل – ویلیام پریرا، معمار آمریکایی (د. ۱۹۸۵)
- ۱ مه – یانیس ریتسوس، شاعر یونانی (د. ۱۹۹۰)
- ۴ مه – هوارد داسیلوا، بازیگر آمریکایی (د. ۱۹۸۶)
- ۲۶ مه – مت بازبی، بازیکن فوتبال اسکاتلندی (د. ۱۹۹۴)
- ۲۷ مه – دولورس هوپ، خواننده آمریکایی (د. ۲۰۱۱)
- ۶ ژوئن – آیزایا برلین، تاریخ‌نگار و فیلسوف بریتانیایی (د. ۱۹۹۷)
- ۷ ژوئن – جسیکا تندی، بازیگر بریتانیایی (د. ۱۹۹۴)
- ۱۹ ژوئن – اوسامو دازای، نویسنده ژاپنی (د. ۱۹۴۸)
- ۲۶ ژوئیه – ویویان ونس، بازیگر و خواننده آمریکایی
- ۳۰ ژوئیه – سیرال نورث‌کوت پارکینسون، تاریخ‌نگار بریتانیایی
- ۲۶ اوت – جیم دیویس (هنرپیشه)، بازیگر آمریکایی
- ۷ سپتامبر – الیا کازان، بازیگر، فیلمنامه‌نویس، تهیه‌کننده، نویسنده، و کارگردان آمریکایی
- ۲۱ سپتامبر – قوام نکرومه، دیپلمات، نویسنده، و سیاست‌مدار اهل غنا
- ۱ اکتبر – اورت اسلون، بازیگر آمریکایی
- ۲۰ اکتبر – کارلا لمله، بازیگر آمریکایی
- ۲۸ اکتبر – فرانسیس بیکن (نقاش)، نقاش ایرلندی
- ۲۴ نوامبر – گرهارت گنتسن، ریاضی‌دان آلمانی (د. ۱۹۴۵)
- ۲۷ نوامبر – جیمز آگی، فیلمنامه‌نویس و شاعر آمریکایی

## مرگ‌ها
- ۱۲ ژانویه – هرمان مینکوفسکی، فیزیک‌دان و ریاضی‌دان آلمانی (ز. ۱۸۶۴)
- ۱۰ آوریل – الگرنون چارلز سوینبرن، شاعر بریتانیایی (ز. ۱۸۳۷)
- ۱۰ مه – فوتاباتی شی‌می، نویسنده ژاپنی (ز. ۱۸۶۴)
- ۲۶ اکتبر – ایتو هیروبومی، سیاست‌مدار و دیپلمات ژاپنی (ز. ۱۸۴۱)
- ۱۸ نوامبر – رنه ویوین، شاعر بریتانیایی (ز. ۱۸۷۷)
- ۱۵ دسامبر – فرانسیسکو تارگا، گیتاریست و آهنگساز اسپانیایی (ز. ۱۸۵۲)
- ۲۶ دسامبر – فردریک رمینگتون، نویسنده، نقاش، و مجسمه‌ساز آمریکایی (ز. ۱۸۶۴)

## جوایز نوبل
- جایزه صلح نوبل -
- جایزه نوبل فیزیک - گولیلمو مارکونی و کارل فردیناند براون برای توسعه ارتباط تلگرافی بی‌سیم
- جایزه نوبل شیمی - ویلهلم اوستوالد
- جایزه نوبل اقتصاد -
- جایزه نوبل ادبیات - سلما لاگرلوف
- جایزه نوبل فیزیولوژی و پزشکی -